# Kelvin Jack
Kelvin Kyron Jack (Arima, 29 aprile 1976) è un ex calciatore trinidadiano, di ruolo portiere.

## Carriera
Era il portiere di riserva di Trinidad ai Mondiali del 2006, competizione nella quale scese in campo solo nella partita persa 2-0 contro il Paraguay.